# Rio Faria
Rio Faria  é um rio brasileiro do estado do Rio de Janeiro.
Nasce na Serra dos Pretos-Forros, em Água Santa, onde já tem suas margens ocupadas pela favela da Fazendinha, tornando-o poluído. Posteriormente, atravessa o bairro do Encantado, onde seus leitos já são completamente assoreados, necessitando de periódica limpeza por parte da Fundação Rio-Águas. No bairro de Piedade, mais adiante, novamente seu estado de conservação acaba por gerar alagamentos e infestações de insetos aos moradores do entorno.
O trajeto do rio prossegue, atravessando a Avenida Dom Hélder Câmara, onde sobre existe uma ponte, instalada na década de 1990, durante as obras de duplicação das pistas desta via.
A Linha Amarela passa por cima deste rio em mais de um trecho, entre os bairros de Engenho de Dentro e Del Castilho, onde recebe as águas do Rio Faleiros. O rio foi usado como separação natural entre as partes do conjunto habitacional IAPI de Del Castilho.
No bairro de Inhaúma, mais à frente, está instalada uma estação da rede básica de tratamento de água e esgoto, situada na Estrada Ademar Bebiano. Neste bairro, o rio se funde com o Rio Timbó, formando o Rio Faria-Timbó.